# Vollstreckbarkeit
Mit dem Begriff Vollstreckbarkeit (siehe beispielsweise § 704 der Zivilprozessordnung, ZPO) bezeichnet das deutsche Recht die Eignung eines Titels als Grundlage zur Durchführung von Zwangsvollstreckungsmaßnahmen. Die Vollstreckbarkeit ist Bedingung für die Zulässigkeit der Zwangsvollstreckung. In bestimmten Fällen kann sie auch nur vorläufig gegeben sein (§§ 708 ff. ZPO).
Auch im Bereich des Verwaltungsrechtes spielt die Vollstreckbarkeit von Verwaltungsakten eine Rolle. Sie ist vom Begriff der Bestandskraft zu unterscheiden. 
Basis für die Verwaltungsvollstreckung ist ein vollstreckbarer Verwaltungsakt. Vollstreckbarkeit ist gegeben, 
- wenn die Rechtsmittelfrist abgelaufen ist
- über das Rechtsmittel abschließend abschlägig entschieden wurde
- die aufschiebende Wirkung von Rechtsmitteln von Gesetzes wegen oder durch behördlich angeordnete sofortige Vollziehung entfällt.